# Käldö, Nagu
Käldö med Ramsö är en ö i Finland. Den ligger i Skärgårdshavet i kommundelen Nagu i Pargas stad i den ekonomiska regionen  Åboland i landskapet Egentliga Finland, i den sydvästra delen av landet. Ön ligger omkring 4 kilometer sydost om Själö, 5 kilometer nordost om Nagu kyrka, 30 kilometer sydväst om Åbo och omkring 160 kilometer väster om Helsingfors. Närmaste allmänna förbindelse är förbindelsebryggan vid Själö som trafikeras av M/S Falkö och M/S Östern.
Öns area är 2,12 kvadratkilometer och dess största längd är 2,9 kilometer i öst-västlig riktning.

## Delöar och uddar

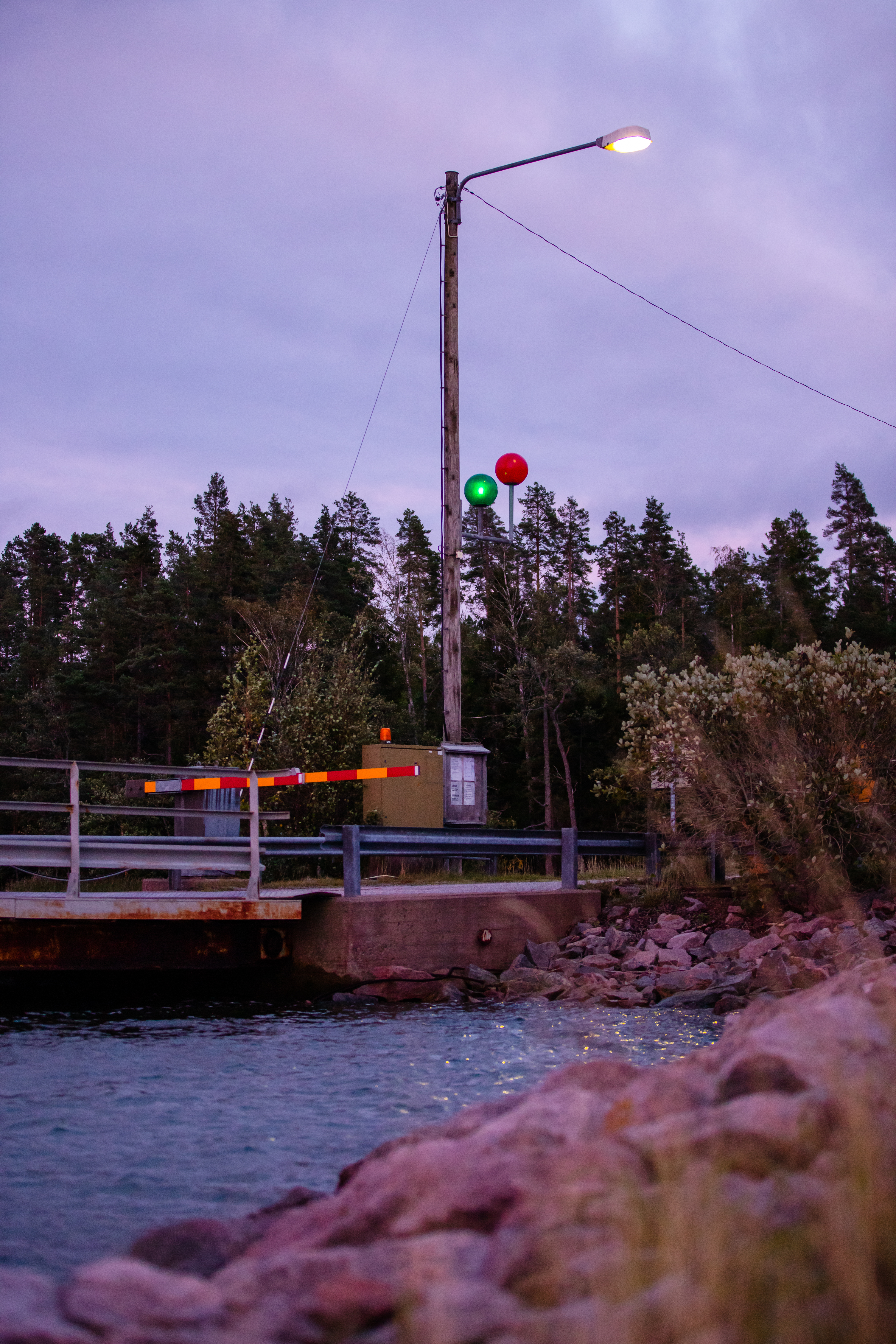
Färjfästet till Käldö, Ramsö, Sutarnäs och Sutarholm.

- Käldö 60°12′39″N 21°59′25″Ö / 60.21088°N 21.99026°Ö
- Ramsö 60°12′31″N 21°57′46″Ö / 60.20863°N 21.96283°Ö
- Sutarnäs 60°12′21″N 21°58′14″Ö / 60.20578°N 21.97058°Ö (udde)
- Sutarholm 60°12′20″N 21°58′50″Ö / 60.20562°N 21.98051°Ö (udde)